# Шеффенгрунд
Шеффенгрунд (нім. Schöffengrund) — громада в Німеччині, знаходиться в землі Гессен. Підпорядковується адміністративному округу Гіссен. Входить до складу району Лан-Дилль.
Площа — 34,11 км2. Населення становить 6474 ос. (станом на 31 грудня 2020).